# Myoxanthus melittanthus
Myoxanthus melittanthus är en orkidéart som först beskrevs av Rudolf Schlechter, och fick sitt nu gällande namn av Carlyle August Luer. Myoxanthus melittanthus ingår i släktet Myoxanthus och familjen orkidéer. Inga underarter finns listade i Catalogue of Life.